# (4805) Asteropaios
(4805) Asteropaios (1990 VH7) – planetoida z grupy trojańczyków okrążająca Słońce w ciągu 11,98 lat w średniej odległości 5,23 j.a. Odkryta 13 listopada 1990 roku.